# II (альбом)
«II» — другий студійний альбом гурту Boyz II Men, виданий у серпні 1994 року на лейблі Motown Records. Завдяки синглам «I'll Make Love To You» и «On Bended Knee» гурт став третій після Елвіса Преслі і The Beatles, кому вдавалося досягти вершини Billboard Hot 100 двома послідовними хітами за останні 30 років.

## Список пісень
1. «Thank You» — 4:34
2. «All Around the World» — 4:56
3. «U Know» — 4:46
4. «Vibin'» — 4:26
5. «I Sit Away» — 4:34
6. «Jezzebel» — 6:06
7. «Khalil (Interlude)» — 1:41
8. «Trying Times» — 5:23
9. «I'll Make Love to You» — 4:07
10. «On Bended Knee» — 5:29
11. «50 Candles» — 5:06
12. «Water Runs Dry» — 3:22
13. «Yesterday» — 3:07
14. «Falling» — 4:09